# Uładzimir Kapytau
Uładzimir Mikałajewicz Kapytau (biał. Уладзімір Мікалаевіч Капытаў, ros. Владимир Николаевич Копытов; ur. 25 września 1965) – białoruski zapaśnik walczący w stylu klasycznym. Dwukrotny olimpijczyk. Dwunasty w Atlancie 1996 i dziewiętnasty w Sydney 2000. Walczył w kategoriach 66–74 kg.
Brązowy medalista mistrzostw świata w 1999. Czterokrotny medalista mistrzostw Europy w latach 1994 - 1998.